# Daniel Sprüngli
Daniel Sprüngli (* 6. Januar 1721 in Bern; † 11. September 1801 ebenda) war ein Schweizer Ornithologe.
Sprüngli studierte ab 1735 Theologie an der Akademie Bern, wo er 1747 die Ordination erlangte. Von 1750 bis 1758 war er Pfarrhelfer in Bern und danach Pfarrer in Stettlen. 1775 zog er sich aus gesundheitlichen Gründen zurück und lebte fortan auf dem Gut Baumgarten in Bern.
Sprüngli gilt als ein grosser Kenner der Schweizer Vogelwelt; neben einer Fossiliensammlung legte er eine Sammlung von Vogelarten an, die nach seinem Tod von der Stadtbibliothek Bern erworben wurde. Heute ist nur die Katalogisierung der Sammlung von 1804 durch Karl Friedrich August Meisner erhalten (Manuskript Ornithologia Helvetica in der Burgerbibliothek Bern).